# Prasocuris fairmairei
Prasocuris fairmairei is een keversoort uit de familie bladkevers (Chrysomelidae). De wetenschappelijke naam van de soort werd in 1866 gepubliceerd door Charles Nicolas François Brisout de Barneville.